# Platymantis cheesmanae
Platymantis cheesmanae és una espècie de granota de la família dels rànids. Només es coneix la seva presència al nord-oest de l'illa de Papua, a les muntanyes Cíclopes (prop de Jayapura), a Indonèsia. Probablement el seu hàbitat es restringeix a boscos tropicals muntanyosos.
L'estat de les poblacions és desconeguda: de fet no s'ha tornat a trobar aquesta espècie des de fa molts anys.